# Clément Daniel
Clément Daniel (Montpellier, 24 maggio 1991) è un pallavolista francese.
Gioca nel ruolo di libero nell'Amriswil.

## Carriera
La carriera di Clément Daniel inizia all'età di tredici anni nelle squadre giovanili del Montpellier, prima di passare al progetto federale del CNVB con cui partecipa a un torneo di Élite e a uno di Ligue B, rispettivamente terzo e secondo livello del campionato francese; contemporaneamente entra a far parte delle varie selezioni giovanili della nazionale, prima con la rappresentativa pre-juniores e poi con quella juniores.
Terminata questa esperienza entra nella pallavolo professionistica con la maglia del Montpellier, esordendo nel massimo campionato transalpino nella stagione 2011-12; per il torneo successivo è tesserato per l'Avignon, ma l'annata si conclude con la retrocessione.
Dal campionato 2013-14 è tesserato per il Losanna UC, società militante nella Lega Nazionale A svizzera, con cui fa il suo esordio nelle coppe europee prendendo parte alla Challenge Cup 2014-15: resta legato al club per tre annate, vincendo una Coppa di Svizzera e una Supercoppa svizzera, prima di approdare nella stagione 2016-17 all'Amriswil, altra formazione elvetica, con la quale conquista uno scudetto, una coppa nazionale e altre due supercoppe.

## Palmarès

### Club
- Campionato svizzero: 1

2016-17
- Coppa di Svizzera: 2

2014-15, 2016-17
- Supercoppa svizzera: 3

2015, 2016, 2017